# 파트 보표
파트 보표(Part 譜表)는 관현악곡, 실내악곡, 또는 합창곡 등에서 각 악기와 각 성부(聲部)를 위해 쓴 악보이다.